# Miquel Salvadó Jassans
Miquel Salvadó Jassans (Alforja, 31 de març de 1937) és un pintor català, escriptor i professor d'art. Llicenciat en Belles Arts i membre de la Societat d'Onomàstica, ha exposat a diverses ciutats de Catalunya, França i Alemanya. Com a pintor signa Miquel S. Jassans.

## Biografia[2]
Fill d'Úrsula Jassans Raüll i de Josep Salvadó Huguet, va néixer a la casa familiar d'Alforja, al carrer del Bolcador, casa dita també "ca la jove". La seva mare era modista i el seu pare era pagès i es dedicava al conreu d'avellaners.
Ja de ben petit comença a pintar i la seva primera exposició la va fer a Reus l'any 1964. En les seves primeres obres va ser influït per l'obra paisatgística de Joaquim Mir i Trinxet. L'any 1967 viatja a París on entra en contacte amb l'obra de Vincent van Gogh, que el va fascinar com no havia fet abans cap altre pintor.
Fins als 37 anys va treballar de pintor de parets i a aquesta edat va començar els seus estudis d'Arqueologia hispànica a la Universitat de Barcelona. En acabar va romandre a la mateixa universitat amb els estudis de Belles Arts. L'any 1987 va començar a exercir com a professor d'art a diversos instituts d'educació secundària de la demarcació de Tarragona, ocupació que mantindria fins a la seva jubilació.
Va ser cofundador del grup de teatre els Passerells, de l’Ateneu Cultural Josep Taverna d’Alforja i de la revista Vent de Serè.

## Obra
En Miquel S. Jassans és, sobretot, un paisatgista i en la seva obra destaca el tractament de la llum, amb dues influències clares, en Joaquim Mir i en Vincent van Gogh. Com ell mateix afirma:
És bàsic captar l'esperit d'allò que es vol representar. Per transmetre la sensació que en un moment determinat produeixen en mi la quietud i el silenci d'un recer, em deixo seduir pels efectes plàstics de la llum, dels colors, de les estructures..."
Amb motiu de l'exposició "Arrelats a la terra" que l'artista va fer l'any 2006 a la Torre Vella de Salou, el crític d'art Francesc Miralles Bofarull escriuria:
Apreciat Miquel, no saps com m'agrada que aquesta mostra s'intituli "Arrelats a la terra" […] És en aquestes oliveres, en aquesta terra propera, on trobem les respostes que Gauguin va anar a buscar a l'altra part de món i que no va saber trobar.

Miquel, ja t'he dit […] que tu ets l'anella última i més propera, de la llarga tradició paisatgística catalana. De paisatgistes n'hi ha molts -masses- però pel que jo conec, cap dels nostres mostra l'ambició i la força del teu plantejament. Qui escrigui una nova visió del paisatgisme català que tingui present la teva obra, independent, sòlida i impactant".

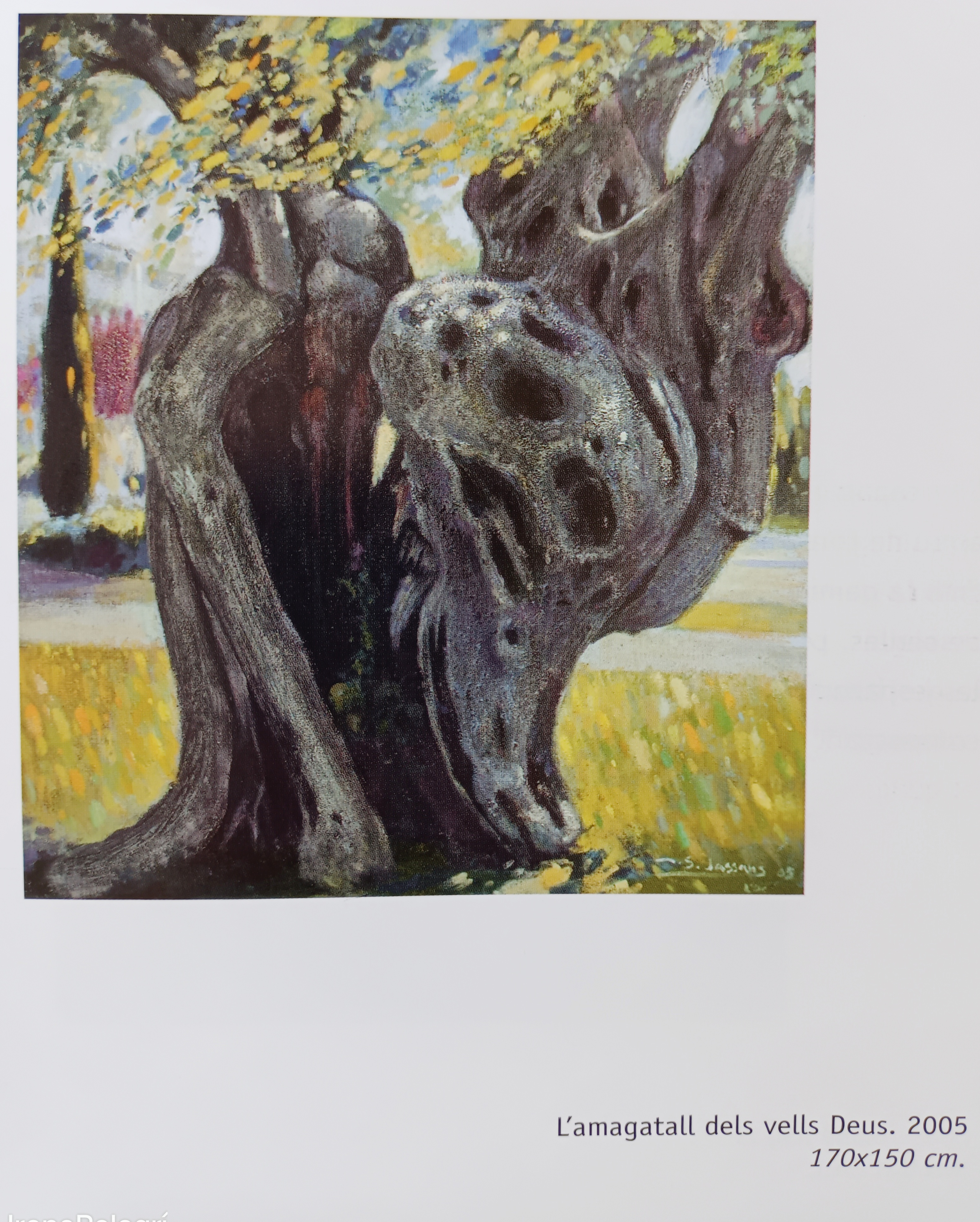
"L'amagatall dels vells Déus", quadre que formava part de l'exposició "Arrelats a la terra". Pertany a la col·lecció de l'Ajuntament de Salou.

## Exposicions individuals (selecció)[6][7][8]
- Primera exposició al Centre de Lectura de Reus, 1964.
- Barcelona, Sala Jaimes (1965), Sala Vayreda (1970), Sala Llorens (1977), Galeria Foga 2 (exposicions periòdiques entre 1979 i 1996; a destacar la de 1994, 30 anys de pintura).
- Sala Paulus Centrer de Ludwisburg, Stutgar. Alemanya, 1984.
- Exposició conjunta amb el seu germà Josep Salvadó Jassans a Wezlar, Alemanya, 1985.
- Galeria Ephémerès de Capvern, França, 1993.
- INSEC, Universitat de Bordeus, França, Volkbank, Lindenberg, Alemanya, 1994
- Holiday in Crowne, Plaça, Tolosa, França, 1998.
- Sala Sant Roc, Valls 2002, 2004 (Arrelats a la Terra), 2007 (Visions estel·lars) i 2014 (Exposició antològica, 50 anys de pintura).
- Galeria Kreil de Múnic, Alemanya, 2002.
- Torre Vella de Salou, Arrelats a la terra, 2006.
- Museu d'Art i Història de Reus, Visions estel·lars, 2008.
- Centre de Lectura de Reus, 2014 (Exposició antològica, 50 anys de pintura).[9]
- Diputació de Tarragona, 2015 (Paisatges estel·lars i Exposició antològica, 50 anys de pintura).

## Obra escrita

### Llibres d'onomàstica
- Ordinacions del 1573 de la vila de Rasquera (1984)
- Toponímia de Rasquera (1988)
- Noms de lloc i de persona d’Alforja i Cortiella (1991)
- Onomàstica de Poboleda (1998)
- Onomàstica de Colldejou (2003)
- Onomàstica de Duesaigües i el seu terme (2008)
- Onomàstica de Valls i els seus agregats de Fontscaldes, Masmulets i Picamoixons (2015)
- Alguns nom d’Alforja i del Baix Camp (junt amb facsímil Onomàstica d’Alforja) (2021)

### Novel·la
- El secret dels pergamins càtars (2003)
- Diari d’un artista (2007)
- Retorn a Sefarad (2010)
- Virak el neandertal (2018)